# AntRay
AntRay — діюча мережа легкорейкового транспорту у місті Анталія, Туреччина. Відкрита у березні 2009 року.
Лінія з'єднала центр Анталії з автовокзалом і північними районами міста, завдовжки 11,1 км з 16 станціями (дві з них підземні). Ширина колії — 1435 мм. Час в дорозі — 34 хвилини.
На лінії експлуатуються сучасні вагони іспанського виробника CAF. 14 потягів з 5-ма зчленованими вагонами.
Інтервал руху — 10 хвилин. Час роботи — 6.00 — 23.00. На станціях є каси, в яких можна придбати пластикову проїзну картку A-KENT (5 лір). Вартість проїзду по цій картці 1,8 ліри.

## Станції AntRay
1. FATİH
2. KEPEZALTI
3. FERROKROM
4. VAKIF ÇİFTLİĞİ
5. OTOGAR
6. PİL FABRİKASI
7. DOKUMA
8. ÇALLI
9. EMNİYET
10. SİGORTA
11. ŞARAMPOL
12. MURATPAŞA
13. İSMETPAŞA
14. DOĞU GARAJI
15. BURHANETTİN ONAT
16. MEYDAN

## Ресурси Інтернету
- ok-turkey [Архівовано 1 лютого 2016 у Wayback Machine.]
- Путешествия с Ириной Яровой
- turkeytravelplanner [Архівовано 1 лютого 2016 у Wayback Machine.]